# Giwat Chajjim (Me’uchad)
Giwat Chajjim (Me’uchad) (hebr. גבעת חיים (מאוחד)) – kibuc położony w samorządzie regionu Emek Chefer, w Dystrykcie Centralnym, w Izraelu.
Kibuc leży w pobliżu miasta Hadera.
Członek Ruchu Kibuców (Ha-Tenu’a ha-Kibbucit).

## Historia
Kibuc został założony w 1932 roku przez członków lewicowej partii politycznej Mapai.

## Gospodarka
Gospodarka kibucu opiera się na rolnictwie i uprawach cytrusów.